# Usługa telekomunikacyjna
Usługa telekomunikacyjna – termin prawniczy, którego definicja zawarta jest w ustawie z dnia 12 lipca 2024 r. Prawo komunikacji elektronicznej (w latach 2004-2024 w ustawie z dnia 16 lipca 2004 r. Prawo telekomunikacyjne). Zgodnie z tą definicją usługa telekomunikacyjna to usługa polegająca głównie na dostępie do Internetu, przekazywaniu sygnałów w sieci telekomunikacyjnej, a także na komunikacji interpersonalnej. W ustawowej definicji z usług telekomunikacyjnych wyłączono usługę poczty elektronicznej. W 2009 r. wyłączenie to zostało usunięte.
Zgodnie z prawem komunikacji elektronicznej każda usługa telekomunikacyjna wymagająca przetworzenia danych o lokalizacji jest określana jako usługa o wartości wzbogaconej.

## Klasyfikacja usług telekomunikacyjnych
Dokumentacja techniczna oraz materiały marketingowe i informacyjne operują często podziałem usług telekomunikacyjnych na te oferowane bezpośrednio przez sieć telekomunikacyjną i tzw. usługi dodane bazujące na tych pierwszych. Poniżej znajduje się klasyfikacja usług bazująca na tym podziale.

### Usługi oferowane bezpośrednio przez sieć telekomunikacyjną
Część usług oferowanych przez sieć telekomunikacyjną opisana jest w specyfikacji standardu na którym jest ona oparta. Można podzielić je na usługi podstawowe (ang. basic services) i usługi dodatkowe (ang. supplementary services).
Usługi podstawowe dzielą się na teleservices (pol. teleusługi) i usługi przenoszenia (ang. bearer services).
- teleservices (pol. teleusługi) to usługi umożliwiające zestawienie pewnych, zdefiniowanych dla danego standardu sieci, połączeń (np. zwykłe połączenie telefoniczne (głosowe), połączenie alarmowe, wysłanie wiadomości SMS) i zapewniają w tym celu współpracę różnych elementów sieciowych i terminali końcowych (usługa taka jest traktowana jako dostarczenie funkcjonalności wspomagających różne kwestie, takie jak naliczanie opłaty, kodowanie i dekodowanie informacji czy odpowiednie zestawienia połączenia do użytkownika końcowego).
- usługi przenoszenia (ang. bearer services) związane są bezpośrednio z przesyłaniem danych w sieci.

Supplementary services rozszerzają możliwości usług podstawowych, są one również przedmiotem specyfikacji. Przykładem może być możliwość ustawienia przekierowania na inny numer, gdy abonent nie odpowiada, zestawienia telekonferencji lub ustawienie identyfikacji numeru dzwoniącego.

### Usługi dodane
Usługi dodane to usługi nie objęte specyfikacją dla standardu na którym oparta jest sieć. Mogą one kontrolować usługi objęte specyfikacją, bądź wykorzystywać je dla dostarczenia abonentowi dodatkowych treści i możliwości, co poszerzy ofertę operatora na tle rynku. Usługi kontrolujące usługi podstawowe, oparte są zwykle o platformę sieci inteligentnych np. serwis prepaid, który kontroluje ilość środków na koncie abonenta i może w każdej chwili zakończyć połączenie lub transmisję danych. Przykładem usług, które wykorzystują usługi podstawowe dla zaoferowania informacji lub możliwości nie objętych specyfikacją sieci mogą być: umożliwienie abonentom wysyłania MMS, głosowania za pomocą SMS, nagrywania się i odsłuchiwania poczty głosowej lub wideo na życzenie.